# J. J. Lester
Jeffrey John „J. J.“ Lester (* 16. Juli 1968 in Edmond, Oklahoma) ist ein US-amerikanischer Country-Musiker und -produzent.

## Biografie
J. J. Lester kam 1968 in Edmond als jüngster von drei Brüdern auf die Welt und wuchs im etwa 50 Kilometer entfernten Stillwater auf. Dort besuchte er auch die High School. In der sechsten Klasse begann er, in einer Band Schlagzeug zu spielen, bevor er in der neunten Klasse aufgrund anderer Interessen vorübergehend damit aufhörte. Nachdem er die Schule beendet hatte, arbeitete er für Mercury Marine und fing wieder an, Musik zu machen. 
Um das Jahr 1990 – zu einer Zeit, als er an der Oklahoma State University Theologie studierte – lernte er bei einer Rodeo-Veranstaltung den Bassisten Kelley Green kennen. Zusammen mit seinem Bruder Scotte gründete Lester 1992 die Red-Dirt-Band The Great Divide, der neben Green auch der Sänger, Songwriter und Produzent Mike McClure angehörte. In dieser Formation brachte die Gruppe 1994 ihr erstes Studioalbum heraus und unterschrieb 1998 einen Vertrag mit Atlantic Records.
Nach fünfzehn gemeinsamen Jahren trennte sich die Band 2007. Lester arbeitete in der Folge nur noch teilweise als professioneller Musiker und erlangte eine Anstellung als Pastor in einer Kirche in Stillwater. Im Jahr 2011 trat er mit den anderen Mitgliedern bei einer Comeback-Show auf. Seither spielen die vier Musiker etwa ein Mal monatlich ein Konzert zusammen.
Abseits von The Great Divide ist Lester auch als Produzent anderer Künstler der Szene in Erscheinung getreten. Im Jahr 2001 produzierte er mit Truckstop Diaries das zweite Studioalbum der 1998 gegründeten Band Jason Boland & the Stragglers. Gemeinsam mit Mike McClure zeichnete er sich im selben Jahr als Produzent für das Album Highway 377 von Cross Canadian Ragweed verantwortlich. Er war zudem auf dem Schlagzeug zu hören. Des Weiteren war er zeitweise Mitglied der Band No Justice, für die er Schlagzeug spielte und mehrere Alben produzierte.
Weiterhin übt Lester seinen Beruf als Pastor aus. Nebenbei unterrichtet er Theologie und Religion am College. Er ist verheiratet und hat zwei Kinder.